# Pluma de vuelo

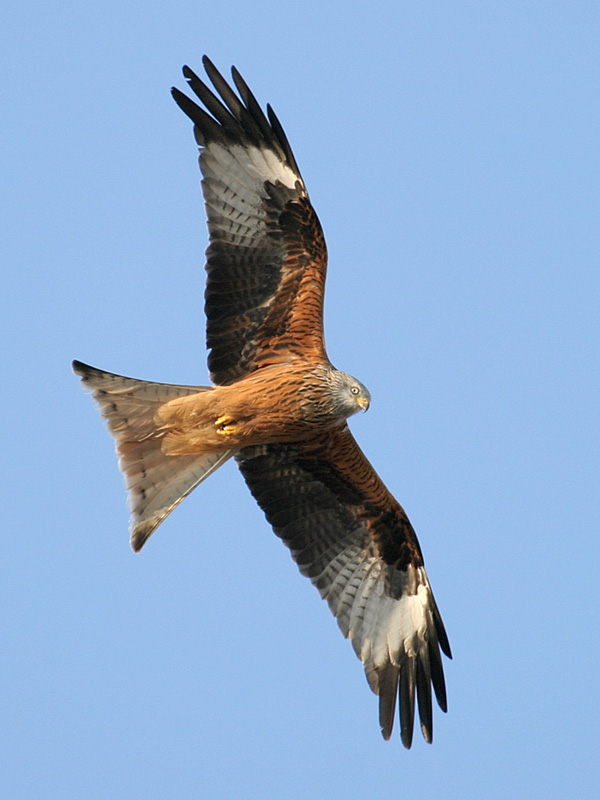
Milano real (Milvus milvus) en vuelo, exhibiendo las rémiges y las rectrices.

Las plumas de vuelo son las plumas largas, duras, de forma asimétrica, pero simétricamente iguales, ubicadas en las alas o en la cola de un ave; mientras que las de las alas reciben el nombre de remeras o rémiges (del latín remex, -igis: remero), aquellas situadas en la cola son llamadas timoneras o rectrices (del latín rectrix, -icis: directora). Su función primaria es la de ayudar en la generación de empuje y sustentación, permitiendo de esta manera el vuelo. Las plumas de vuelo de algunas aves se desarrollan para realizar funciones adicionales, generalmente asociadas con despliegues territoriales, rituales de cortejo o métodos de alimentación. En algunas especies, estas plumas han evolucionado en plumas largas y llamativas usadas en el despliegue de cortejos, mientras que en otras crearon un sonido durante el despliegue de vuelo. Diminutas endentaduras situadas en el borde de sus rémiges ayudan a las lechuzas a volar silenciosamente (para poder cazar con más éxito), mientras que las rectrices extra duras de los pájaros carpinteros les ayudan a taladrar troncos de árboles como si fuesen martillos. Incluso aquellas aves incapaces de volar conservan sus plumas de vuelo, aunque a veces en formas radicalmente modificadas.
La muda de las plumas de vuelo puede causarles serios problemas a las aves, ya que puede perjudicar su habilidad de vuelo. Diferentes especies han desarrollado varias estrategias para sobrellevar esto, como abandonar de una vez sus plumas de vuelo (y de esta manera convertirse en aves incapaces de volar por un período de tiempo relativamente corto) para extender la muda por un período de varios años.

## Rémiges

Diagrama con la posición de las plumas de vuelo en el ala.

Estructura occipital de un ala de pájaro, indicando la ubicación de las rémiges.

Las rémiges están adjuntas a la parte de atrás del ala; las plumas de ave están metidas de manera profunda en los huesos. Las rémiges de las aves son simétricas entre las dos alas, haciendo juego en gran medida en tamaño y forma (excepto en caso de mutación o daño), aunque no necesariamente en diseño. Reciben diferentes nombres de acuerdo a la posición de su ala.

### Primarias
Las primarias están conectadas a las manus (mano de las aves, compuesta por el carpometacarpus y la falange); estas son más largas y más angostas que las rémiges (particularmente las adjuntas a la manus), y pueden rotar individualmente. Las plumas son especialmente importantes para el aleteo de vuelo, ya que son la fuente principal de empuje, y mueven al ave en el aire. La mayor parte del empuje es generado en la carrera descendente del vuelo.  Sin embargo, en el movimiento hacia arriba (cuando el ave a menudo mueve el ala cerca de su cuerpo), las primarias están separadas y giradas, disminuyendo la resistencia del aire mientras continúan intentando proveer más empuje. La flexibilidad de las rémiges en los extremos de las alas de aves de alto vuelo también les permite extender aquellas plumas, que les ayudan a reducir la creación de vórtices en los extremos de las alas, reduciendo de esta manera el arrastre.

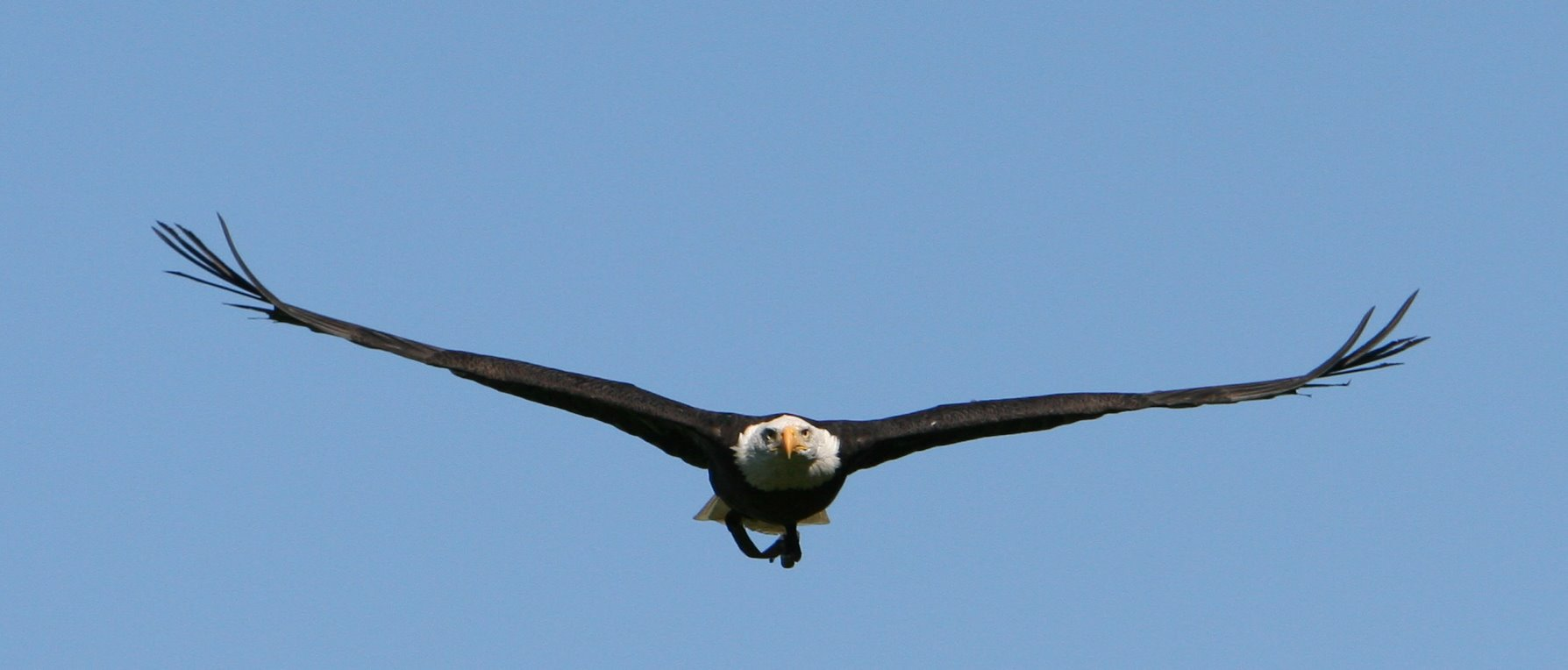
Un águila americana (Haliaeetus leucocephalus) en vuelo con las primarias extendidas para disminuir el arrastre y aumentar el levante.

Las especies varían algo en la cantidad de primarias que poseen. El número en aves no passeriformes varía generalmente entre 9 y 11, pero en macáes, cigüeñas y flamencos es de 12, y en avestruces de 16. Mientras que la mayoría de las passeriformes tienen diez primarias, algunos solo tienen nueve. Aquellas con nueve pierden la primaria más distal (a veces llamada la remicle) que es típicamente muy pequeña y a veces rudimentaria en las passeriformes.
Las primarias más extremas— aquellas conectadas a la falange— son conocidas en ocasiones como las pinions.

### Secundarias

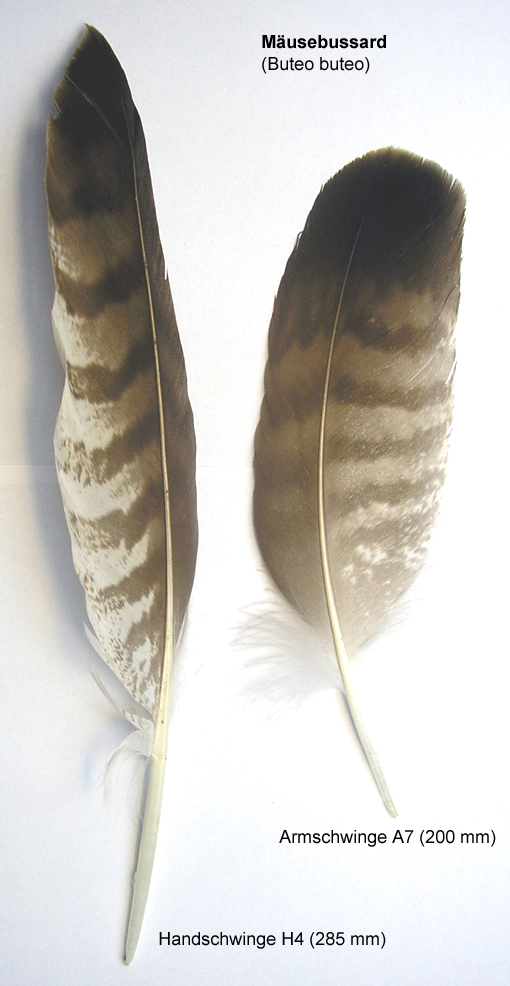
Plumas primarias (izquierda) y secundarias (derecha) del ratonero común (Buteo buteo); véase la orientación asimétrica de las partes inferiores.

Las secundarias están conectadas al cúbito. Estas plumas permanecen juntas durante el vuelo (a diferencia de las primarias, estas no pueden estar individualmente separadas) y ayudan a proveer elevación a través de la creación de la forma aerodinámica del ala de las aves. Las secundarias tienden a ser más cortas y más anchas que las primarias, con extremos más obtusos (véase la ilustración). Varían en número de 6 en colibríes hasta 40 en algunas especies de albatros. En general, las especies más grandes (y de alas más largas) tienen un gran número de secundarias.
Las aves de más de 40 familias no passeriformes parecen estar perdiendo la quinta pluma secundaria de cada ala, lo que se conoce como diastataxis. En estas aves, la quinta serie de las plumas secundarias protegidas no cubren ninguna remige, posiblemente debido a un giro de la papila de la pluma durante el desarrollo embriónico. Los Colimbos, macáes, pelícanos, halcones y águilas, grullas, zarapicos, gaviotas, loros y lechuzas forman parte de las familias a las que les falta esta pluma.

### Terciarias
Las terciarias están conectadas al húmero en algunas especies. Estas "verdaderas" terciarias elongadas actúan como una cubierta protectora para la totalidad o parte de las primarias y secundarias, por lo que no son consideradas como plumas de vuelo. Sin embargo, muchas autoridades se refieren a las terciarias como las más cortas, y las consideran más simétricas que las secundarias de las passeriformes (que realizan la misma función que las terciarias verdaderas más simétricas) en un esfuerzo de distinguirlas de las otras secundarias.

### Emarginación
Las primarias más extremas de las aves de alto vuelo, en particular de rapiña, son a menudo angostas en el borde de las plumas. Estas plumas son llamadas cortes o emarginaciones dependiendo del grado de su inclinación. Una emarginación es un cambio gradual, y puede ser encontrada en cualquier lado de la pluma. Un corte es un cambio abrupto, y se encuentra solo en el borde más ancho de una rémige. La presencia de cortes y emarginaciones crea huecos en los extremos de las alas; el aire es forzado a través de estos huecos, incrementando la generación de levante.

### Álula

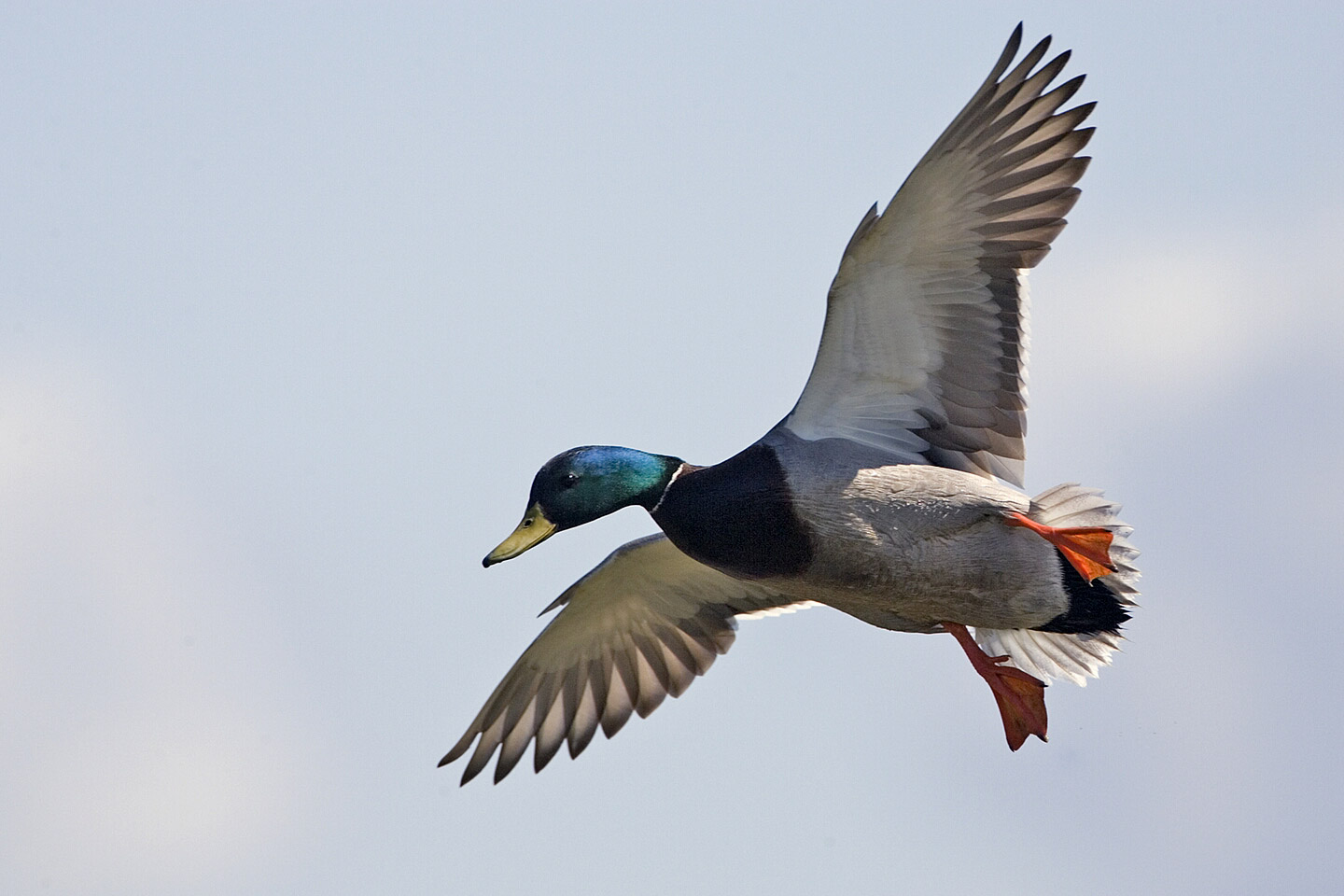
Un ánade real
(Anas platyrhynchus) macho aterrizando. Se puede observar el despliegue del álula.

Las plumas del álula no se suelen considerar plumas de vuelo en sentido estricto; aunque son asimétricas, carecen de la longitud y rigidez que suelen poseer las plumas de vuelo verdaderas. Sin embargo, las plumas del álula ayudan al ave a frenar el vuelo. Estas plumas están unidas al "pulgar" del ave y normalmente permanecen alineadas contra el borde anterior de las alas, de la misma manera que en el ala de un avión, permitiendo al ala conseguir un mayor ángulo de ataque —y así de este modo se sustenta— sin que resulte en una entrada en pérdida. Manipulando su pulgar para crear un hueco entre el álula y el resto del ala, un ave puede evitar entrar en pérdida cuando vuela a bajas velocidades o está aterrizando.